# وورنوس و پولو
لوسیوس وورنوس (به انگلیسی: Lucius Vorenus) و تیتوس پولو (به انگلیسی: Titus Pullo) دو سنتوریون رومی بودند که نام آن‌ها در نوشته‌های شخصی ژولیوس سزار ذکر شده‌است. اگرچه بعضی اوقات گفته می‌شود که آن‌ها اعضای لژیون یازدهم (به لاتین: Legio XI Claudia) بودند اما سزار هرگز تعداد لژیون مورد نظر را بیان نکرده و فقط از عبارت «در آن لژیون» (به لاتین: in ea legione) استفاده کرده‌است. تنها نکته مشخص در مورد این لژیون این است که در آن زمان توسط کوئینتوس سیسرو فرماندهی می‌شد.